# MaliVai Washington
MaliVai Washington (født 20. juni 1969 i Glen Clove, New York, USA) er en tidligere amerikansk tennisspiller, der var professionel fra 1989 til 1999. Han vandt igennem sin karriere 4 singletitler, og hans højeste placering på ATP's verdensrangliste var en 11. plads, som han opnåede i oktober 1993.

## Grand Slam
Washingtons bedste Grand Slam-resultat i singlerækkerne kom ved Wimbledon, hvor han i 1996 overraskende spillede sig helt frem til finalen. I semifinalen besejrede han landsmanden Todd Martin, inden han i finalen måtte overgive sig til hollænderen Richard Krajicek, der vandt i 3 sæt. 